# Oberamt Leutkirch

Karte der württembergischen Oberämter, Stand 1926

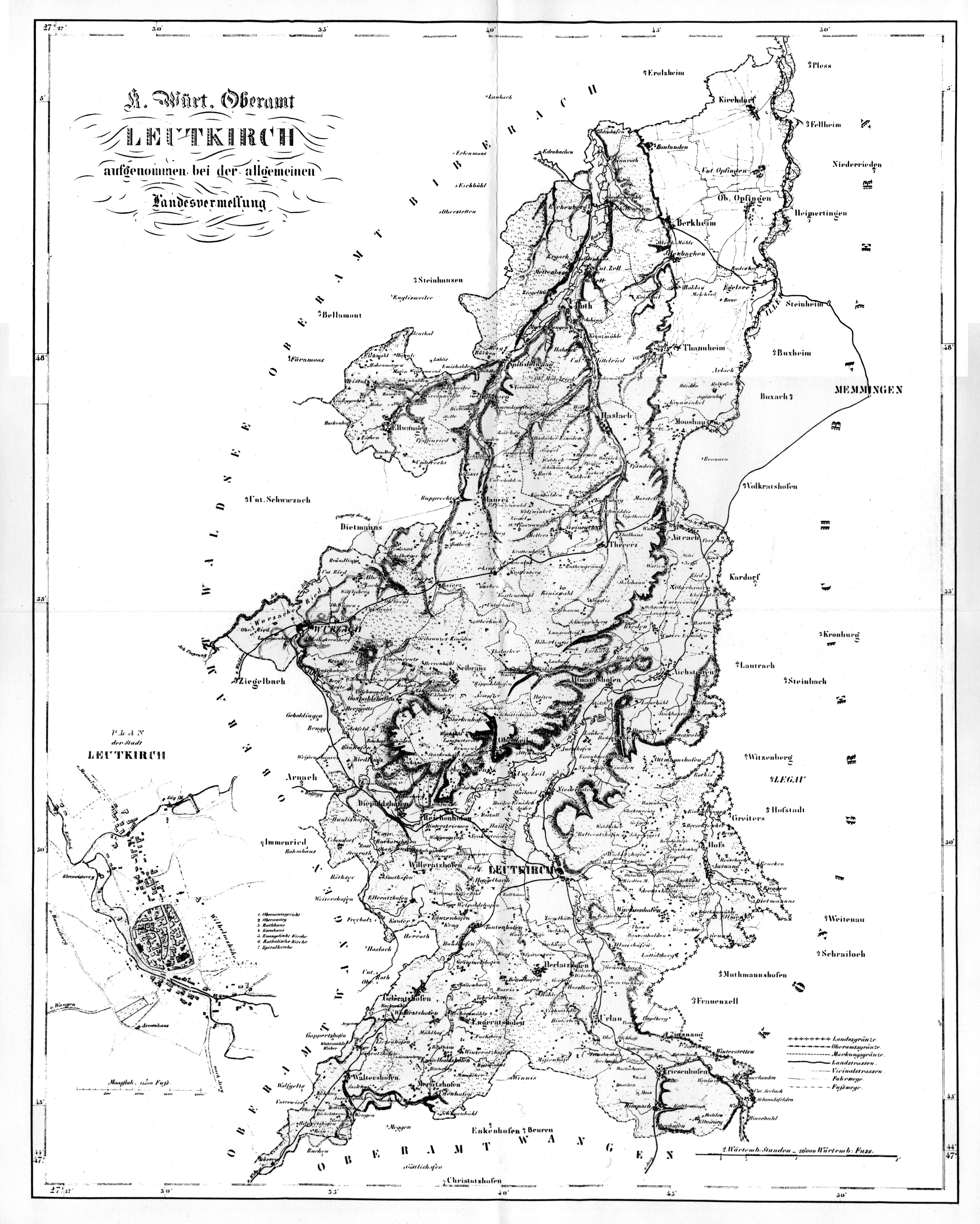
Karte des Oberamts Leutkirch, 1843

Das Oberamt Leutkirch war ein im Jahre 1810 begründeter Verwaltungsbezirk im Südosten Württembergs (auf beigefügter Karte #29), der 1934 in Kreis Leutkirch umbenannt und 1938 aufgelöst wurde. Dabei wurde der größte Teil des Gebiets in den Landkreis Wangen, ein kleinerer Teil im Norden in den Landkreis Biberach eingegliedert. Allgemeine Informationen zu den württembergischen Oberämtern siehe Oberamt (Württemberg).

## Geschichte

Oberamt Leutkirch, Gebietsstand 1813, mit den früheren Herrschaftsgrenzen
Legende

Leutkirch verlor 1802 seine Stellung als Reichsstadt und wurde beim Reichsdeputationshauptschluss zunächst dem Herzogtum Bayern zugeschlagen. Die Gebiete der säkularisierten ehemaligen Reichsabteien wurden Adelshäusern, die in dem an Frankreich gefallenen linksrheinischen Gebiet Territorien besessen hatten, als Entschädigung überlassen. Dabei erhielt der Fürst von Nassau-Oranien die Güter des Klosters Weingarten, der Graf von Wartemberg diejenigen der Reichsabtei Rot an der Rot und der Graf von Schäsberg das Amt Tannheim der Reichsabtei Ochsenhausen.
Im Frieden von Pressburg 1805 erhielt Württemberg die von Österreich abgetretenen Territorien der Landvogtei Altdorf zugesprochen und im Rahmen der Rheinbundakte 1806 die Hoheit über die zuvor selbständigen Adelsherrschaften. Zur Verwaltung der Neuerwerbungen errichtete man die Oberämter Altdorf und Waldsee. 1810 legten die Königreiche Bayern und Württemberg im Pariser Vertrag die gemeinsame Grenze endgültig fest, wobei unter anderem Leutkirch an Württemberg fiel. Noch im selben Jahr wurde das Oberamt Leutkirch gebildet, das von Waltershofen im Südwesten bis Kirchdorf an der Iller im Nordosten reichte. Nachbarn des von 1818 bis 1924 dem Donaukreis zugeordneten Bezirks waren die württembergischen Oberämter Waldsee, Wangen und Biberach sowie die bayerischen Landgerichte Grönenbach, Ottobeuren und Illertissen.

### Ehemalige Herrschaften
1813, nach Abschluss der Gebietsreform, setzte sich der Bezirk aus Bestandteilen zusammen, die bis zum Jahr 1800 und nahezu 1.000 Jahre zu folgenden weltlichen Territorien und geistlichen Territorien des Heiligen Römischen Reiches gehört hatten:
- Reichsstadt Leutkirch
- Vorderösterreich, Landvogtei Schwaben: Gebrazhofen, Herlazhofen, Wuchzenhofen.
- Fürst von Waldburg-Zeil-Wurzach: Ellwangen, Gospoldshofen, Hauerz, Mooshausen und Wurzach.
- Fürst von Waldburg-Zeil und Trauchburg: Aichstetten, Altmannshofen, Diepoldshofen, Reichenhofen und Seibranz.
- Fürst von Waldburg-Wolfegg-Waldsee: Waltershofen, steuerte zur Reichsritterschaft.
- Reichsabtei Rot: Berkheim (teilweise), Haslach, Kirchdorf (teilweise), Rot, Spindelwag.
- Reichsabtei Ochsenhausen: Berkheim und Kirchdorf (jeweils teilweise), Oberopfingen und Tannheim.
- Reichsabtei Weingarten: Amt Ausnang, deckungsgleich mit der späteren Gemeinde Hofs.

## Gemeinden

### Einwohnerzahlen 1841
Anfang des Jahres 1842 waren folgende Gemeinden dem Oberamt unterstellt:
| Nr. | frühere Gemeinde | Einwohnerzahl 1841 | Einwohnerzahl 1841 | heutige Gemeinde       |
| Nr. | frühere Gemeinde | evangel.           | kathol.            | heutige Gemeinde       |
| --- | ---------------- | ------------------ | ------------------ | ---------------------- |
| 1   | Leutkirch        | 1588               | 611                | Leutkirch im Allgäu    |
| 2   | Aichstetten      | –                  | 692                | Aichstetten            |
| 3   | Altmannshofen    | –                  | 312                | Aichstetten            |
| 4   | Berkheim         | –                  | 804                | Berkheim               |
| 5   | Diepoldshofen    | –                  | 547                | Leutkirch im Allgäu    |
| 6   | Ellwangen        | –                  | 724                | Rot an der Rot         |
| 7   | Gebratzhofen 1   | –                  | 1502               | Leutkirch im Allgäu    |
| 8   | Gospoldshofen    | –                  | 645                | Bad Wurzach            |
| 9   | Haslach          | –                  | 599                | Rot an der Rot         |
| 10  | Hauerz           | –                  | 931                | Bad Wurzach            |
| 11  | Herlatzhofen 2   | –                  | 1833               | Leutkirch im Allgäu    |
| 12  | Hofs             | 1                  | 804                | Leutkirch im Allgäu    |
| 13  | Kirchdorf        | 6                  | 669                | Kirchdorf an der Iller |
| 14  | Mooshausen 3     | –                  | 1385               | Aitrach                |
| 15  | Oberopfingen     | –                  | 222                | Kirchdorf an der Iller |
| 16  | Reichenhofen     | –                  | 2003               | Leutkirch im Allgäu    |
| 17  | Roth             | 26                 | 1269               | Rot an der Rot         |
| 18  | Seibranz         | –                  | 823                | Bad Wurzach            |
| 19  | Spindelwaag 4    | –                  | 386                | Rot an der Rot         |
| 20  | Thannheim        | 1                  | 835                | Tannheim               |
| 21  | Waltershofen     | –                  | 365                | Kißlegg                |
| 22  | Wuchzenhofen     | –                  | 1400               | Leutkirch im Allgäu    |
| 23  | Wurzach          | 2                  | 1096               | Bad Wurzach            |
|     | Summe            | 1624               | 19455              |                        |

### Änderungen im Gemeindebestand seit 1813

Gemeinden und Markungen um 1860

Die lokale Verwaltungsgliederung orientierte sich zunächst an den früheren Herrschaftsgrenzen. Um 1820 zählte das Oberamt 20 Gemeinden. Bis 1828 erlangten auch Gospoldshofen, Oberopfingen und Spindelwag die Selbständigkeit.
1842 wurden die beiden Gemeinden Friesenhofen und Winterstetten vom Oberamt Wangen dem Oberamt Leutkirch zugeordnet. Damit erhöhte sich die Anzahl der Gemeinden auf 25.
1932 wurden umgemeindet: Schöllhorn von Spindelwag nach Hauerz, Talacker von Hauerz nach Seibranz, Häberlings von Aitrach nach Altmannshofen.
1933 wurden Breitenbach und Rieden von Aitrach nach Aichstetten umgemeindet.

## Amtsvorsteher
- 1810–1812: Tobias Ludwig Ulrich Jäger
- 1812–1819: Carl Christian Heinrich Hettler
- 1819–1824: Friedrich Nagel (Amtsverweser)
- 1824–1847: Joseph Anton Weber
- 1847–1874: Johann Josef Lauth
- 1874–1881: Paul Schott
- 1881–1905: Franz Gaißer
- 1905–1913: Otto Föll
- 1913–1930: Max Hamann
- 1930–1937: Max Knöpfle
- 1937: Karl August Zeller (kommissarisch)
- 1937–1938: Albert Eitel (Amtsverweser)